# Revelations (album Audioslave)
| Recensione | Giudizio |
| ---------- | -------- |
| AllMusic   | [ 1 ]    |

Revelations è il terzo album in studio del supergruppo statunitense Audioslave, pubblicato il 5 settembre 2006 dalla Epic Records.

## Tracce
Testi di Chris Cornell, musiche degli Audioslave.
1. Revelations – 4:12
2. One and the Same – 3:38
3. Sound of a Gun – 4:20
4. Until We Fall – 3:50
5. Original Fire – 3:38
6. Broken City – 3:48
7. Somedays – 3:33
8. Shape of Things to Come – 4:34
9. Jewel of the Summertime – 3:53
10. Wide Awake – 4:26
11. Nothing Left to Say But Goodbye – 3:32
12. Moth – 4:57

## Formazione
Gruppo
- Chris Cornell – voce
- Tom Morello – chitarra
- Tim Commerford – basso
- Brad Wilk – batteria

Produzione
- Brendan O'Brien – produzione, missaggio
- Nick Didia – registrazione
- Billy Bowers – ingegneria del suono aggiuntiva
- Tom Syrowski – assistenza tecnica
- Matt Serrechio – assistenza tecnica
- Bob Ludwig – mastering
- Brandy Flower – direzione artistica
- B. R. Brown – copertina
- Danny Clinch – fotografia

## Classifiche
| Classifica (2021) | Posizione massima |
| ----------------- | ----------------- |
| Corea del Sud     | 94                |